# Deponia Doomsday
Deponia Doomsday is een point-and-click adventure van Daedalic Entertainment en werd uitgebracht op 1 maart 2016. Het is het vierde spel uit de Deponia-reeks, maar is volgens de ontwerpers geen prequel of sequel van de oorspronkelijke trilogie, maar eerder een parallel verhaal.

## Spelbesturing
Het spel volgt het principe van een klassiek point-and-click avonturenspel: de speler bestuurt het personage Rufus. Rufus kan conversaties aangaan met andere personages en een inventaris opmaken van objecten die her en der te vinden zijn. Deze objecten dient men te combineren en te gebruiken om allerhande puzzels op te lossen. Verder bevat het spel nog enkele optionele minigames.

## Verhaal

### Proloog
In de intro legt Goal de geschiedenis van Elysium bondig uit. Haar voorouders woonden op Deponia. Ze begonnen ergens een nederzetting. Dit werd later een dorpje, toen een stad, ... Men ging hoger en hoger bouwen en uiteindelijk bouwden ze het ruimteschip Elysium en vertrokken. Doorheen de tijd vergaten de Elysianen hun eigen geschiedenis. Ze dachten dat Deponia enkel een vuilnisbelt was en er niemand meer leefde. Daarom wilden ze de planeet opblazen. Dat plan werd onverwacht stopgezet dankzij Rufus, maar na zijn geslaagde poging viel hij letterlijk van Elysium en viel te pletter op Deponia. Daardoor wist niemand dat Rufus de held was die Deponia heeft gered. Daarop eindigt Goal haar verhaal, maar ze vraagt zich af wat ze zou veranderen als ze zou kunnen terugkeren in de tijd en of dat zou leiden tot een beter einde van haar verhaal. Het verhaal verplaatst zich dan naar Deponia, nu een ijsplaneet omwille van een nucleaire winter, waar een oude Rufus, achtervolgd door Fewlocks (grote gele gevaarlijke roofdieren), aankomt aan de toren die Deponia destijds zou hebben moeten vernietigen. Niet ver van de toren ligt het neergestorte Elysium. Rufus activeert de bom waarop de planeet dreigt te ontploffen.

### Het spel
De jonge Rufus ontwaakt vervolgens uit een nachtmerrie. Hij staat op het punt om met een luchtballon naar Elysium te vliegen. Hij dient enkel nog wat kristallen glazen in te pakken, die momenteel buiten staan, en vervolgens zijn vriendin Toni op te halen. Dan krijgt hij een deja-vu en is van mening dat dit alles zich al eens heeft afgespeeld: de glazen zullen worden vernietigd, Toni en hij gaan uit elkaar en er is een samenzwering van de Organon. De glazen worden niet veel later vernield door de wagen van professor McChronicle: een expert in tijdelijke fysica en de vierde dimensie. McChronicle zijn wagen is in feite een tijdmachine om terug te keren naar een eerder punt. Hij is niet echt geneigd om het toestel te gebruiken omdat er een tijdsbreuk ontstaat en de gevolgen daarvan niet gekend zijn. Rufus start de machine en de tijd wordt teruggedraaid enkele seconden voordat McChronicle aan zijn ballon arriveert. McChronicle komt met zijn wagen aangereden en Rufus tracht hem te doen stoppen. Hij wordt echter afgeleid door een roze olifant waardoor McChronicle de glazen alsnog breekt. Rufus zet de machine terug in werking, maar identiek hetzelfde scenario speelt zich af. McChronicle is wel verbaasd dat Rufus zich de toekomst kan herinneren: normaal gezien mag dat niet gebeuren tenzij men een speciale aluminium hoed draagt, maar stelt zich verder ook geen vragen. Rufus beseft ook dat alles wat zich in de Deponia-trilogie afspeelde ook een droom moet zijn geweest omdat het tijdbestek waarin zich dat afspeelde nog moet komen.
Rufus gaat met dronkaard Tuck op zoek naar een manier om de olifant in het verleden te vangen. Ze achterhalen dat deze zich schuilhoudt in het verlaten winkelcentrum. Na de olifant te hebben gevangen, blijkt dit Toni's zwaarlijvige moeder te zijn waarop Toni de relatie verbreekt. Rufus vertrekt alleen met de luchtballon, maar deze vat vuur en stort neer in het dorp waardoor dit ook vuur vat. Daarop ontmoet Rufus de echte roze olifant wat nu een vermomming blijkt te zijn van enkele personen die verder anoniem willen blijven: zij waarschuwen dat alles exact hetzelfde dient te verlopen als daarvoor. Rufus katapulteert hen weg. Hij en McChronicle vinden in het verlaten winkelcentrum een shuttle om door de tijd te reizen. Via een wormgat reizen ze naar Elysium, maar men komt aan op het ogenblik Elysium net gecrasht is. Daar ontmoet hij Goal, hoewel ze er ietwat ouder uitziet als in zijn droom. Zij herkent hem ook. Dan beseft Rufus dat hetgene zich in de Deponia-trilogie heeft afgespeeld, toch werkelijk gebeurd moet zijn.
McChronicle, Goal en Rufus gebruiken de tijdmachine en komen aan in een lager gedeelte van Elysium toen het nog intact was. Goal herkent de dag: het is de dag waarop ze met Cletus vertrekt naar Deponia om na te gaan of er nog mensen wonen. Goal steelt de machine omdat ze de toekomst kan wijzigen en laat Rufus en McChronicle achter. Rufus tracht de jongere Goal in Elysium te doen stoppen zodat ze niet naar Deponia zal reizen. Daarom wil hij de "Raad der Ouderen" spreken, maar dat is pas mogelijk binnen enkele dagen. Rufus moet een manier zoeken om de raad eerder bij elkaar te krijgen. De "Eerste Oude" geniet van een massage. De "Tweede Oude" wil enkel samenwerken wanneer Rufus voor hem een nieuw, lief huisdier ontwikkeld door DNA van verschillende diersoorten te mengen. Hoewel Rufus hier in slaagt, heeft hij ook de boosaardige Fewlocks gecreëerd. De "Derde Oudere" wil dat het eten en drinken op Elysium beter wordt. De "Vierde Oudere" wil enkel een raad houden wanneer iemand minstens 10.000 punten heeft verzameld in de ontspanningszone of indien er een ramp uitbreekt.
De DNA-machine heeft ondertussen heel wat Fewlocks gecreëerd waardoor de raad bijeenkomt. Rufus overhaalt hen: als Rufus enkele uren kan terugkeren, kan hij Goal doen stoppen en de raad bewijzen dat hij een inwoner is van Deponia. Het hele project en plan om Deponia op te blazen, is dan niet meer van toepassing. Ondertussen is de tijd ook al enkele keren vanzelf teruggedraaid. McChronicle vermoedt dat iemand op Deponia gebruikmaakt van zijn tijdsmachine. Men moet dus een manier zien om dit te doorbreken, anders blijft men in een eeuwige cirkel en zal men steeds terugkeren naar de situatie van enkele uren geleden. McChronicle is van mening dat het reizen naar de ochtend waarop hij vertrok met zijn wagen de enige oplossing is. Daar moet Rufus hem zien tegen te houden.
Rufus kan in een van de tijdsherhalingen de jonge Goal overtuigen om niet mee te gaan door te dreigen om Elysium op te blazen. Tot zijn verbazing blijken de Fewlocks in de laatste herhaling ook te bestaan ondanks Rufus ze in die tijdlijn niet heeft gemaakt. Met een parachute verlaten ze Elysium en belanden in een vervallen pretpark op Deponia. Daar wil Rufus een "liefdesboot" huren om te varen naar het dorp van McChronicle, maar de eigenaar laat dit enkel toe als Rufus kan bewijzen dat hij een "vriendin voor het leven heeft", iets wat Goal zo direct niet ziet zitten. Rufus tracht dan een pop te maken in de vorm van Goal en zo een foto te maken. Verder ontmoet hij ook de toekomstvoorspeller van Porta Fisco, maar zijn kristallen bol is verdwenen.
Eenmaal aangekomen in het dorp van McChronicle blijken ze te laat te zijn. De McChronicle van deze tijdlijn is reeds twee uur eerder vertrokken. Met de hulp van enkele studenten van McChronicle ontwerpt Rufus een machine om wormgaten te detecteren. Met deze wormgaten kan hij zich verplaatsen. Hij belandt echter in "interim tijd": een plaats waar enkel een verleden en heden is, maar geen toekomst. Daar ontmoet hij een bejaarde versie van Goal die niets meer van Rufus moet weten en de grootvader van McChronicle. Nadat ook deze wereld wordt ingenomen door Fewlocks komen Rufus en Goal uiteindelijk terug aan in het verlaten winkelcentrum net op het moment dat hij en McChronicle vertrokken na de stad in brand te hebben gezet. Rufus wordt buiten aangereden door McChronicle, maar is niet gewond. Deze actie heeft er wel voor gezorgd dat McChronicle huiswaarts keert en waardoor die lus is verbroken. Daarop worden ze gevangengenomen door de "roze olifant": zij blijken inwoners van Utopia te zijn. Even later komt Rufus van deze tijdlijn ook tevoorschijn. Volgens de Utopianen zijn er meerdere tijdslussen ontstaan die elkaar interferen waardoor het verleden zich al ontelbare keren opnieuw heeft voorgedaan en alles zich opnieuw herhaalt. Verder lopen er in deze tijdlijnen meerdere Rufussen en Goal's rond die elk op een eigen manier de toekomst trachten te herstellen. De Goal-versie die eerder de tijdmachine stal, keert steeds terug naar het punt waar Rufus van Elysium valt. Zij tracht hem daar te redden, niet wetende dat ze daardoor de tijd steeds herstart. De tweede loop is degene die Rufus heeft veroorzaakt door de wagen van McChronicle te gebruiken. Die loop is ondertussen verbroken. Dan is er nog een derde loop: het moment waar de oude Rufus de planeet wil laten ontploffen, wordt ook geïnterfereerd waardoor de eigenlijke ontploffing nooit gebeurt en de tijd ook terugkeert naar het ogenblik de jonge Rufus ontwaakt. Om deze twee nog lopende circkels te verbreken, is er slechts één oplossing: de huidige Rufus keert terug naar het moment dat zijn alter-ego, vermomd als Cletus, van Deponia dreigt te vallen. Daar overtuigt hij zowel de toenmalige Goal als de interferende Goal om zowel hem als zijn alter-ego te laten neerstorten. Nu zij beiden zijn neergestort, zal de tijd zich niet meer herhalen.

### Epiloog
In de eindscène brengen de Utopianen Goal naar het ogenblik waarop Elysium is neergestort. Zij vestigt zich nu op de planeet Deponia. Niemand zal zich iets herinneren over de daden van Rufus en hoe hij er voor een tweede keer voor heeft gezorgd dat Deponia niet wordt opgeblazen.